# جواو بيمنتا
جواو بيمنتا هو لاعب كرة قدم برتغالي في مركز الوسط، ولد في 12 يوليو 1985. لعب مع نادي بورتيمونينسي.